# Mats E. Djuse
Mats Erik Adam Djuse, känd som Mats E. Djuse, född 28 september 1998 i Östersund i Jämtlands län, är en svensk travkusk (catch driver). Hans hemmabana är Hagmyren.

## Karriär
Djuse är uppvuxen i en travintresserad familj. Han är son till travtränaren Anders Djuse, och bror till travprofilerna Mattias, Martin och Magnus. Han är även kusin med ishockeyspelaren Emil Djuse. Han arbetade under en tid hos Oscar Berglund.
Under 2019 hamnade han på 15:e plats i den allsvenska kuskligan, och blev kuskchampion på Solängets travbana och Östersundstravet. Under 2020 bättrade han på sin statistik och hamnade han på 7:e plats i den allsvenska kuskligan, en plats bakom brodern Magnus. Han blev då kuskchampion på Hagmyren, Oviken, Solängets travbana och Östersundstravet.
Under 2021 blev han tillfrågad att köra Gareth Boko i 2021 års upplaga av Elitloppet på Solvalla, då brodern Magnus som var ordinarie kusk, redan skulle köra Aetos Kronos.

## Segrar i större lopp
| År   | Lopp                       | Häst          | Tränare               | Grupp   |
| ---- | -------------------------- | ------------- | --------------------- | ------- |
| 2020 | Travrondens Guldklocka     | Kaptah        | Petri Salmela         | -       |
| 2021 | Axel Jensens Minneslopp    | Fire n'Fury   | Stefan Melander       | Grupp 2 |
| 2022 | Fyraåringseliten för ston  | Imhatra Am    | Stefan Melander       | Grupp 2 |
| 2022 | Guldstoet                  | Xerava C.D.   | Hans R. Strömberg     | Grupp 2 |
| 2022 | Kriteriestoet              | Lannem Stella | Jan-Olov Persson      | -       |
| 2022 | Svenskt Kallblodskriterium | Brolin        | Jan-Olov Persson      | -       |
| 2023 | Kriteriestoet              | Majblomster   | Jan-Olov Persson      |         |
| 2024 | Stosprinten                | Kitty Hawk    | Stefan P. Pettersson  | Grupp 2 |
| 2025 | Copenhagen Cup             | Diva Ek       | Alessandro Gocciadore | Grupp 1 |